# クリノイガ属
クリノイガ属（Cenchrus L.）はイネ科の植物の群の1つ。穂状の花序は栗のイガのような表面に棘状突起を纏ったものからなり、その中に複数の小穂を含む。日本には帰化種が少数見られる。

## 特徴
1年生、または多年生の草本。茎は上向きに伸び、葉は扁平となっている。花穂を構成するのは硬い棘状突起に包まれたまとまりで、棘状突起は杯状に纏まり、全体として卵形をなし、その基部に関節があってここから脱落する。これは密集した円錐状の穂状花序が縮小したもので、棘状突起の集まりは総苞が下部で癒合したものであり、その内部には2～6個の小穂が含まれる。棘状の突起は折れ曲がっていたり棘状で逆向きの小鉤があることが多く、また下部での癒合の様子は基部のみが癒合して盤状になるものから深い殻斗を形成するものまである。成熟時にはその基部で外れ、纏まって散布される。
小穂には4個の頴が外側を包み、もっとも外側の2つは第1包頴と第2包頴で、第1包頴は往々にして小さく、第2包頴は小穂の大きさにほぼ等しい。第1小花は不稔で護頴はその内側に内頴と時として雄花を含む。第2小花は完全花を含み、護頴は洋紙質、雄しべは3本、内頴を含む。第2小花は雌性先熟で、また鱗皮がない。
属の学名はおそらくは粟のギリシャ語に由来する。

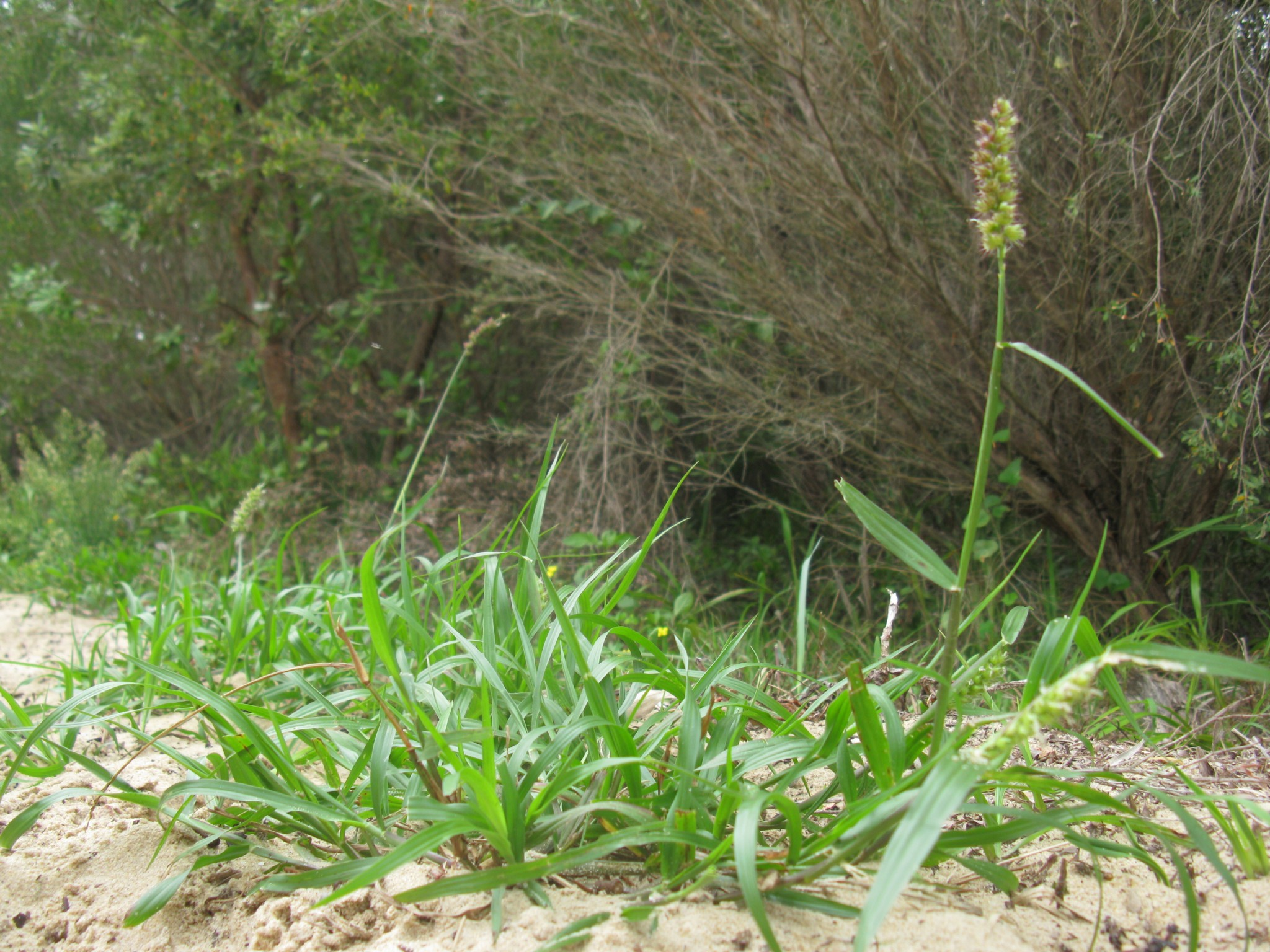
シンクリノイガ 全体の姿
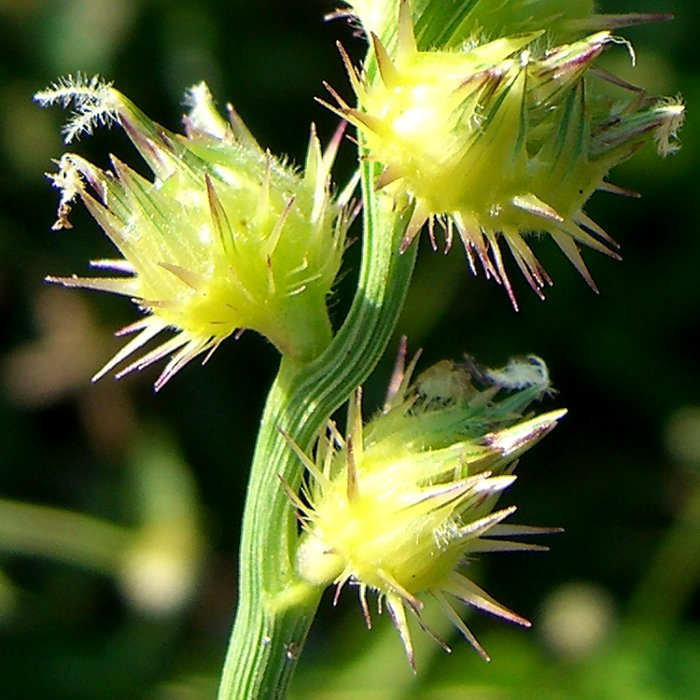
同・総苞(開花中)
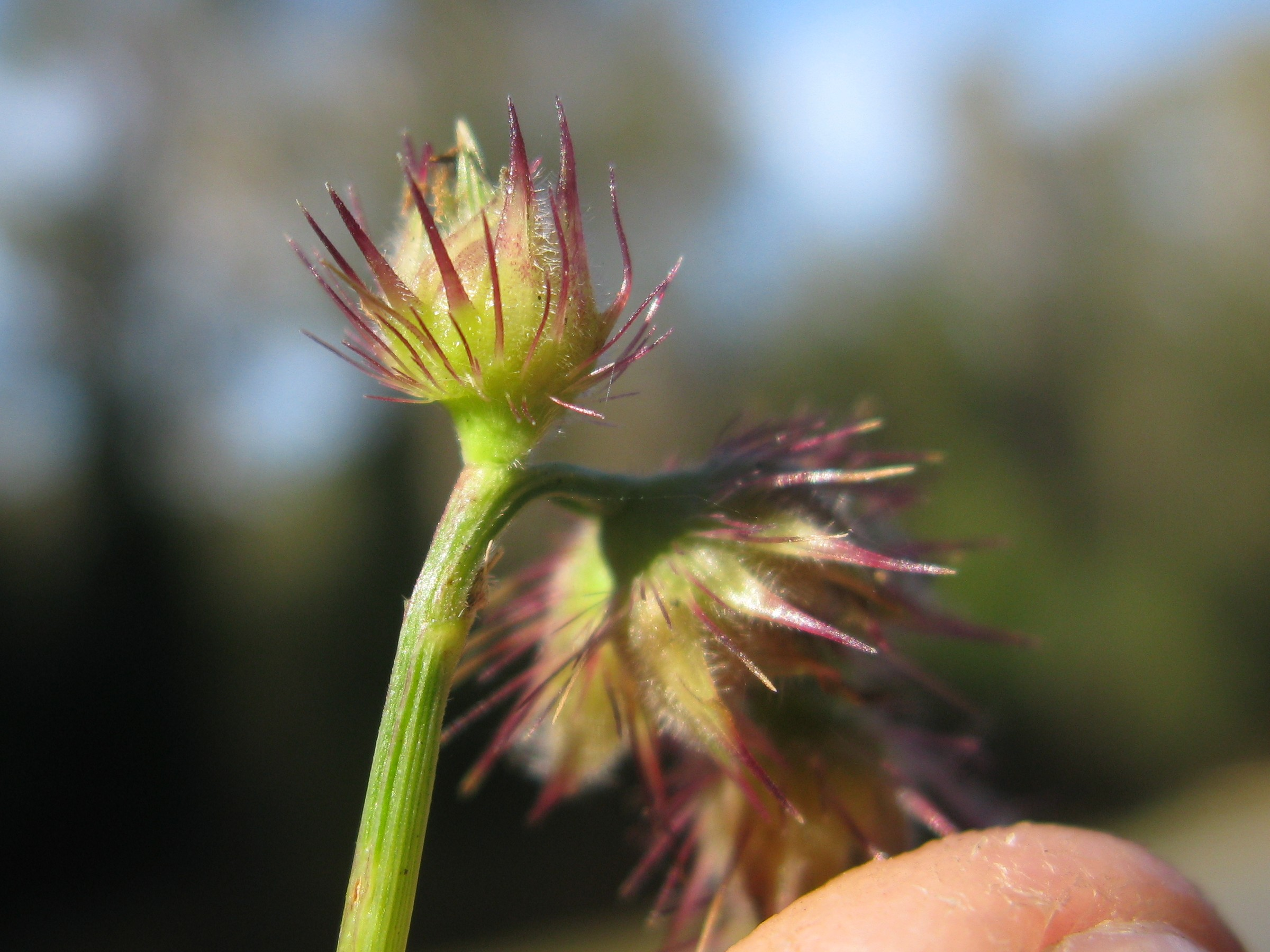
同・成熟した総苞

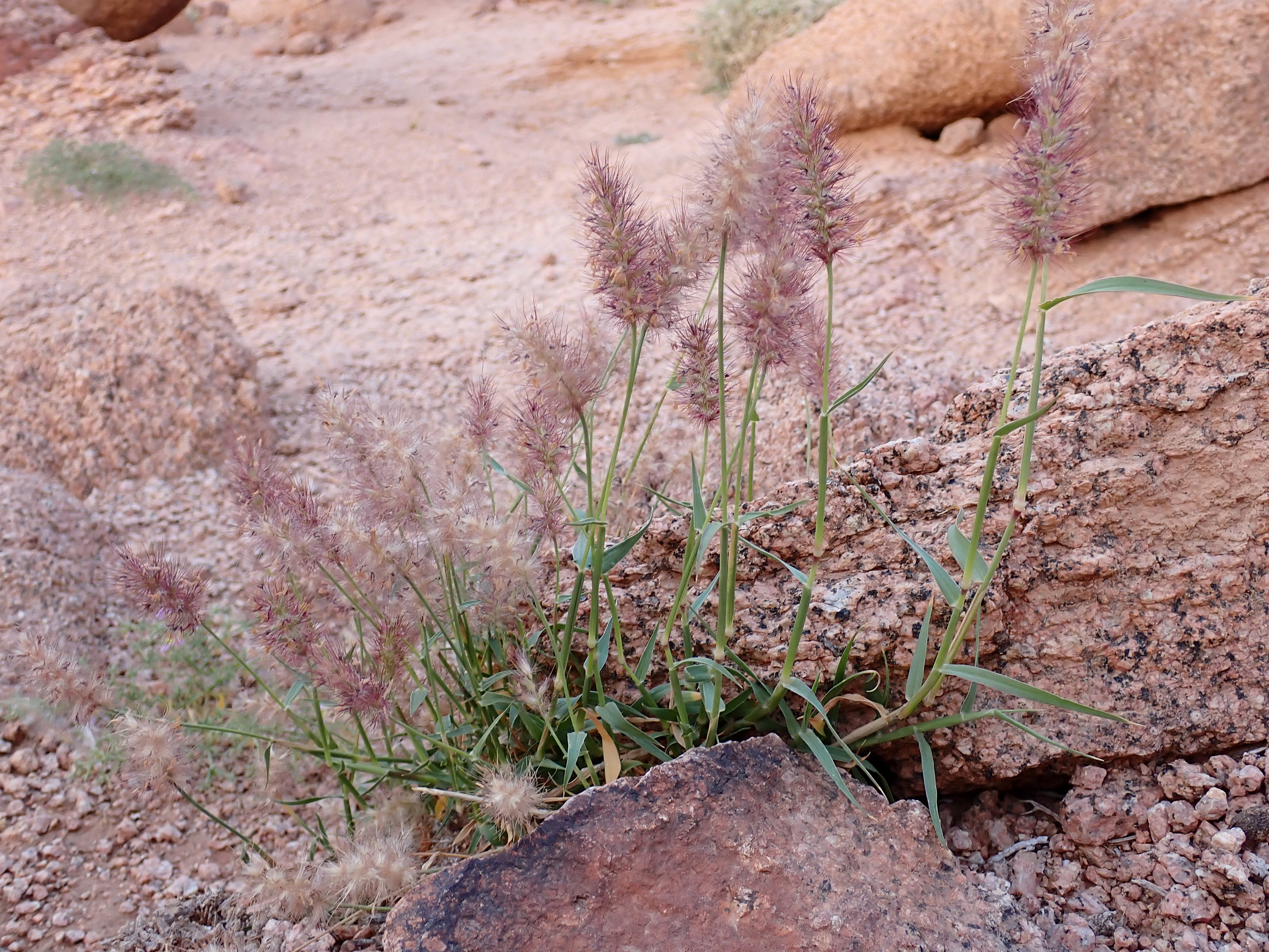
ヒゲクリノイガ（C. ciliare） この種は総苞の棘が強くなく隙間が空いている
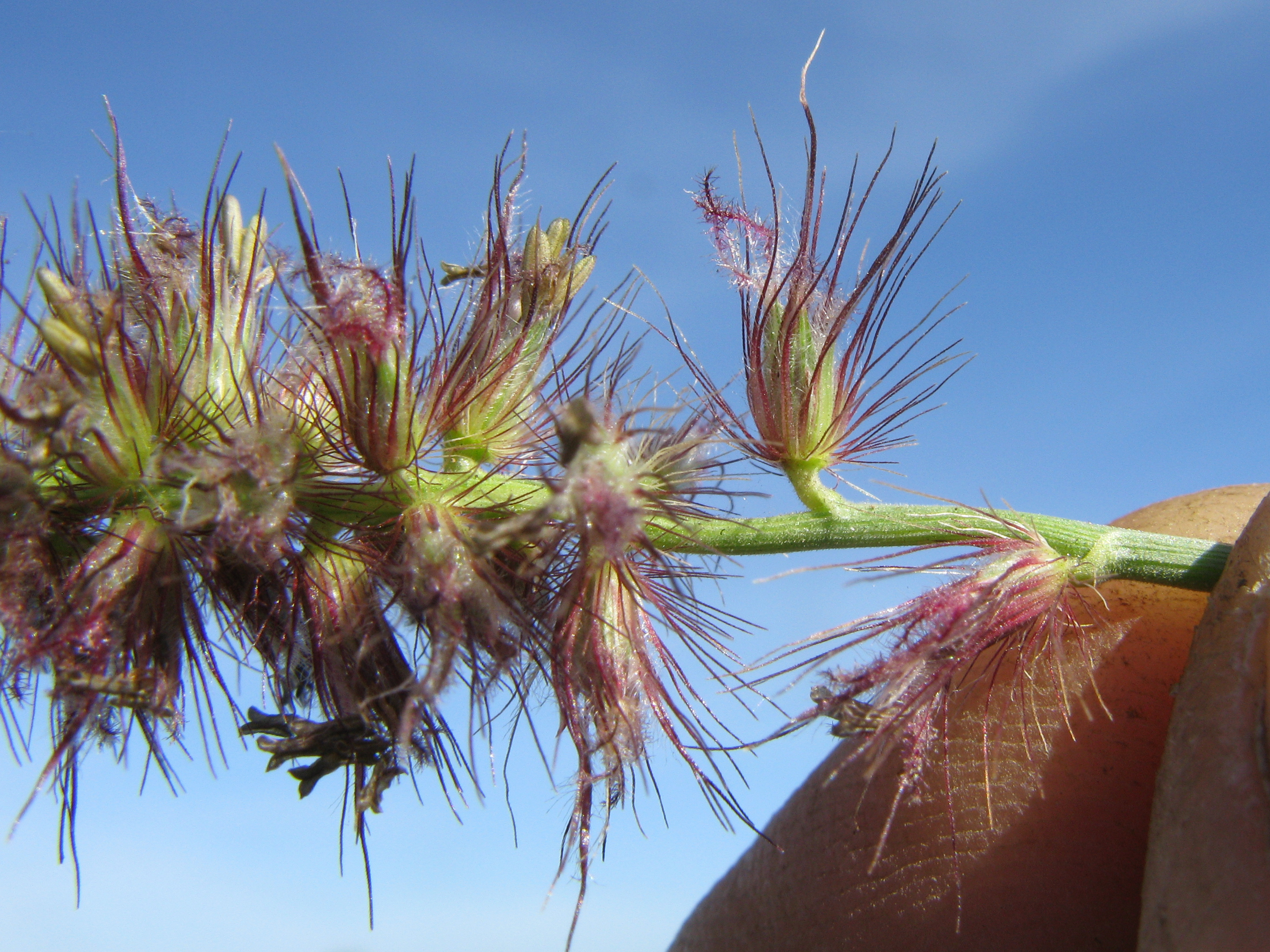
同・総苞 棘の間に小穂が入っているのが見える

## 種と分布
熱帯域に広く知られ、多くは開けた荒れ地や草地に見られ、22種が知られる。
日本には在来種はなく、以下の種が帰化種として知られている。
- Cenchrus クリノイガ属
  - C. brownii クリノイガ
  - C. ciliaris ヒゲクリノイガ
  - C. echinatus シンクリノイガ
  - C. incertus コウベクリノイガ
  - C. longispinus ヒメクリノイガ
  - C. tribuloides オオクリノイガ

このうちでシンクリノイガは古くに琉球列島や小笠原諸島に入ったものと思われ、この地域では普通に見られるが、それ以外の種は記録があるという程度である。

## 分類、類似群など
外見的に栗のイガのような総苞を持つイネ科の植物は他にはなく、混同するようなものはない。
ただしチカラシバ属 Pennisetum も外見は異なるものの小穂が少数集まって総苞に包まれること、総苞である芒の集合体はその基部が互いに融合することがある点などで本属と共通しており、これを1つに纏めるべき、との説がある。